# Maple Creek (krater)
Maple Creek – krater uderzeniowy w prowincji Saskatchewan w Kanadzie. Skały krateru nie są widoczne na powierzchni ziemi.
Krater ma 6 km średnicy, powstał nie dawniej niż 75 milionów lat temu (kreda późna). Utworzył go upadek małej planetoidy, która uderzyła w skały osadowe. Struktura została pierwszy raz rozpoznana w 1976 roku. Krater jest pogrzebany pod osadami, dowodów na jego impaktowe pochodzenie dostarczyły wiercenia. W ziarnach kwarcu znaleziono charakterystyczne planarne struktury deformacyjne, dowód szokmetamorfizmu.